# Gotha Go 242
Gotha Go 242 е 23-местен военно-транспортен планер на Луфтвафе.

## Описание
Gotha Go 242 представлява планер, изработен от най-елементарни материали, тъй като се е предполагало, планерите да бъдат използвани за еднократна употреба. Представлява моноплан с високо разположено крило и фюзелаж с квадратно сечение, изграден от стоманени тръби, покрити с текстилно платно с водонепроницаема промазка.

## Технически характеристики (Go 242B-3)
- Екипаж: 1 или 2 пилоти
- Капацитет: до 23 войници
- Дължина: 15,81 m
- Размах на крилата: 24,50 m
- Височина: 4,40 m
- Площ на крилата: 64,4 m²
- Собственото тегло: 3200 kg
- Максимално тегло при излитане: 7100 kg

## Експлоатация
През 1941 г. планерите Go 242 са били използвани за транспортиране на десантни подразделения, както и за доставки на войските на Източния фронт и в Северна Африка. Буксирът на планерите се осъществява от самолети Junkers Ju 52.
Gotha Go 242 са били използвани и за доставки и евакуация на обкръжени от Съветската армия немски военни части, в частност – за доставка на обкръжената 1-ва танкова дивизия край Корсун-Шевченковский. Go 242 осигурява евакуацията на немските войници от Крим. В тези събития бавните и трудноманевриращи планери понасят значителни загуби от зенитната артилерия и изтребителната авиация.
Въз основа на планера е разработен транспортният самолет Gotha Go 244.

## Галерия
- Вътрешността на фюзелажа. Видима е тръбната конструкция на планера.